# Hassan al-Hakim
Hassan al-Hakim (in arabo: حسن بن عبد الرزاق الحكيم; Damasco, 1886 – Damasco, 30 marzo 1982) è stato un politico siriano.
Fu Primo Ministro della Siria dal 12 settembre 1941 al 19 aprile 1942 e per un secondo mandato dal 9 agosto 1951 al 13 novembre 1951. Ebbe come predecessore per entrambi i mandati Khalid al-Azm e come successori rispettivamente Husni al-Barazi e Zaki al-Khatib.
| Controllo di autorità | VIAF (EN) 39364789 · ISNI (EN) 0000 0003 7454 787X · LCCN (EN) n81110587 · GND (DE) 1146220995 |